# Porphyrostemma
Porphyrostemma är ett släkte av korgblommiga växter. Porphyrostemma ingår i familjen korgblommiga växter.
Kladogram enligt Catalogue of Life:
| Porphyrostemma | \| \| Porphyrostemma chevalieri \| \| \| \| \| \| Porphyrostemma grantii \| \| \| \| \| \| Porphyrostemma monocephala \| \| \| \| |
|                | \| \| Porphyrostemma chevalieri \| \| \| \| \| \| Porphyrostemma grantii \| \| \| \| \| \| Porphyrostemma monocephala \| \| \| \| |
|                | Porphyrostemma chevalieri |
|                | |
|                | Porphyrostemma grantii |
|                | |
|                | Porphyrostemma monocephala |
|                | |